# 松山北斗
松山 北斗（まつやま ほくと、1989年7月7日 - ）は三重県出身のドリフトドライバー。D1グランプリ（D1GP）やフォーミュラ・ドリフト ジャパン（FDJ）に参戦する。本職はトヨタ自動車株式会社の社員（開発ドライバー）。

## プロフィール
- 身長：175cm[1]
- 体重：60kg[1]
- 血液型：Rh+O型[1]
- ニックネーム：ほくと[1]
- 愛車：ドリフトの練習機として、日産・シルビア（S13）を所有している。前後バンパー・フロントフェンダー・ボンネット・トランクなどが無いいわゆる「ミサイル」仕様で、練習中に横転などを経験しているが、自身で修復し乗り続けている。他、トヨタ・カローラレビン（AE86）、日産・180SX、日産・スカイライン（V35）、トヨタ・チェイサーなどの所有歴もある[2]。

## 来歴
三重県名張市で生まれ育つ。2007年、富士スピードウェイで開催されたSUPER GTの前座の織戸学と谷口信輝によるドリフトを見たことが、ドリフトを始めるきっかけとなった。
高校は愛知県のトヨタ工業学園に進み、卒業後就職に伴い静岡県に転居。AE86カローラレビンでドリフトを始め、約2年後にS13型シルビアに乗り換える。トレーニングを重ね、富士スピードウェイのドリフトコースでのコンテストで好成績を収めるようになる。
2013年、D1地方戦全国大会（MSF SHOOTOUT）優勝によりD1GPライセンスを獲得。
2015年、GOODYEAR Racing with ST.GARAGEより、JZX100型のトヨタ・チェイサーでD1GPへシリーズ参戦。参戦初年度ながら第3戦筑波で6位、第6戦お台場で4位と好成績を残し、D1GP史上唯一となる新人賞を獲得。
2016年、第4戦筑波にて準優勝。
2017年はマシンをJZX110型のトヨタ・マークIIに変更した。
2018、2019年はD1GPへの参戦を休止。2019年はFDJに参戦を行っており、第3戦富士では6位に食い込んでいる。
2020年、D1GPに3年ぶりに復帰すると同時に、斎藤太吾率いるFAT FIVE RACINGに移籍。同時に使用タイヤもグッドイヤーからTOYO TIREへ変更。新規に製作したA90スープラでD1GPにシリーズ参戦。第6戦エビス西にて3位入賞と単走優勝を果たした。
2021年も昨年と同様の体制でD1GPに参戦。開幕戦奥伊吹で単走優勝、総合でも3位表彰台を獲得すると、翌日同地で開催された第2戦でも単走優勝を果たす。また第9戦オートポリスでは準優勝し、シーズンをA90スープラ勢最上位の総合8位で終えた。
2022年はTMARから斎藤太吾・上野高広・中村直樹とともにD1GPへ、またFDJにも同チームから斎藤とともに参戦する。マシンはD1GPでは引き続きGRスープラを、FDJではGR86を使用。7月にFDJの第3戦SUGOで初優勝を飾ると8月のD1GP第5戦エビス西でも優勝。D1GPはシーズンを8位で終え、FDJは初参戦ながらシリーズチャンピオンに輝いた。
2023年は、D1GPには+LenoRacing watanabeからGRスープラで、FDJにはCusco Racingから同じくGRスープラで参戦。D1GPでは最終戦お台場での優勝含め4度表彰台に立ち、シリーズを2位で終えた。FDJでも第1戦鈴鹿ツインと第5戦奥伊吹で3位を獲得するなど活躍し、シリーズランキング7位となった。
2024年はD1GPにはTeam TOYO TIRES DRIFTからFR化したGRカローラで参戦する。FDJは変わらずCusco Racingから参戦する。

## 人物
- 運転免許取得後最初に購入した車は先述のAE86。
- 普段はトヨタ自動車の東富士研究所に勤務しており、テストドライバーとして製品開発業務へ携わる[2]。D1GPを含めたドリフト競技は完全にプライベートな活動であり、サラリーマンとして勤めながら年間50回以上の走行会に参加している[10]ほか、出勤前の早朝や、退勤後の夜間に自身の屋外ガレージで作業する様子がTwitter等に投稿されている[11]。
  - トヨタイムズにてトヨタ自動車の会長である豊田章男から取材を受けた際は「以前は社内からこんな危険なこと（ドリフト競技）やってと言われていたが、章男さんがモータースポーツを推してくださるので最近は言われなくなった」と語った。[12]
- 吉野家の牛丼が好物[要出典]。